# Dolabellopsocidae
Dolabellopsocidae (лат.) — семейство сеноедов из подотряда Psocomorpha. Около 40 видов.

## Описание
Мелкие сеноеды длиной тела 2,5–3,0 мм. В этом семействе лапки двухчлениковые. Переднее крыло имеет две анальные жилки и относительно короткую поперечную жилку Rs-M. Склеротизованные части верхней губы не достигают заднего края верхней губы. Клуниум самцов обычно орнаментирован над эпипроктом. Это преимущественно мертволистные обитатели мёртвой листвы.  Роды Dolabellopsocus и Isthmopsocus, включающие большую часть описанных видов семейства, кроме восьми, являются полностью тропическими в Новом Свете. Род Auroropsocus с семью описанными видами известен из Китая. Род Dimidistriata, условно отнесенный к этому семейству, представлен единственным видом из Китая.
Вершина лацинии узкая, с 1, 2 или 3 зубцами. Дорсальные оцеллии редуцированы или отсутствуют, щетинки между оцеллиями обычно отсутствуют.

## Классификация
4 рода и около 40 видов. Семейство было описано в 1973 году.
Согласно Yoshizawa (2002), монофилия поддерживается в основном тем, что пульвилла претарзального коготка изогнута и широка; позднее Касасола-Гонсалес (2006) добавил следующие признаки, подтверждающие монофилию: длина птеростигмы в семь раз больше ширины и наличие орнаментации на задней границе клуния самца над областью эпипрокта. Четвёртый род Dimidistriata, известный только из Китая, был предварительно отнесен к этому семейству Mockford (1998); но Ли (2002) отнес его к семейству Epipsocidae, и это было подтверждено Касасола-Гонсалес (2006).
- Auroropsocus Eertmoed, 1973[3]
- ?Dimidistriata Li & Mockford, 1997[6]
- Dolabellopsocus Eertmoed, 1973[3]
- Isthmopsocus Eertmoed, 1973